# Hancock County, Ohio
Hancock County är ett administrativt område i delstaten Ohio, USA, med 74 782 invånare. Den administrativa huvudorten (county seat) är Findlay. Countyt har fått sitt namn efter John Hancock som var en av USA:s grundlagsfäder.

## Geografi
Enligt United States Census Bureau har countyt en total area på 1 382 km². 1 376 km² av den arean är land och 6 km² är vatten.    

### Angränsande countyn
- Wood County - nord
- Seneca County - nordost
- Wyandot County - sydost
- Hardin County - syd
- Allen County - sydväst
- Putnam County - väst
- Henry County - nordväst